# Manuel Becerra (stacja metra)
Manuel Becerra – stacja metra w Madrycie, na linii 2 i 6. Znajduje się w dzielnicy Salamanca, w Madrycie i zlokalizowana jest pomiędzy stacjami Goya, Ventas (linia 2) oraz O'Donnell i Diego de León (linia 6). Została otwarta 11 czerwca 1924.